# Det lille forlag
Det lille forlag (ofte stiliseret som DET lille FORLAG) var et dansk forlag fra Frederiksberg, der udgav filosofiske værker og tekster. Peter Thielst var redaktør og ansvarshavende.
Forlaget har de seneste år oversat en lang række filosofiske klassikere til dansk, heriblandt John Rawls'   En teori om retfærdighed fra 2005, som har været 43 år undervejs (original udgave fra 1971).
Forlaget annoncerede i 2005 at det planlagde at lukke.

## Eksterne links
- Det lille Forlag – officiel website Arkiveret 4. juli 2007 hos  Wayback Machine  (Webside ikke længere tilgængelig)